# Børsbiografens Skønhedskonkurrence 1922
|  | Denne artikel er oprettet af botten Steenthbot ud fra en ekstern database. Den kan derfor have sproglige fejl eller mangler. Denne skabelon kan fjernes efter kontrol af indholdet. |

Børsbiografens Skønhedskonkurrence 1922 er en dansk dokumentarisk optagelse fra 1922.

## Handling
Deltagerne i Børsbiografens Skønhedskonkurrence poserer og drejer rundt foran kameraet. De tre, der har vundet henholdsvis 1., 2. og 3. præmie vises først.